# Nivação

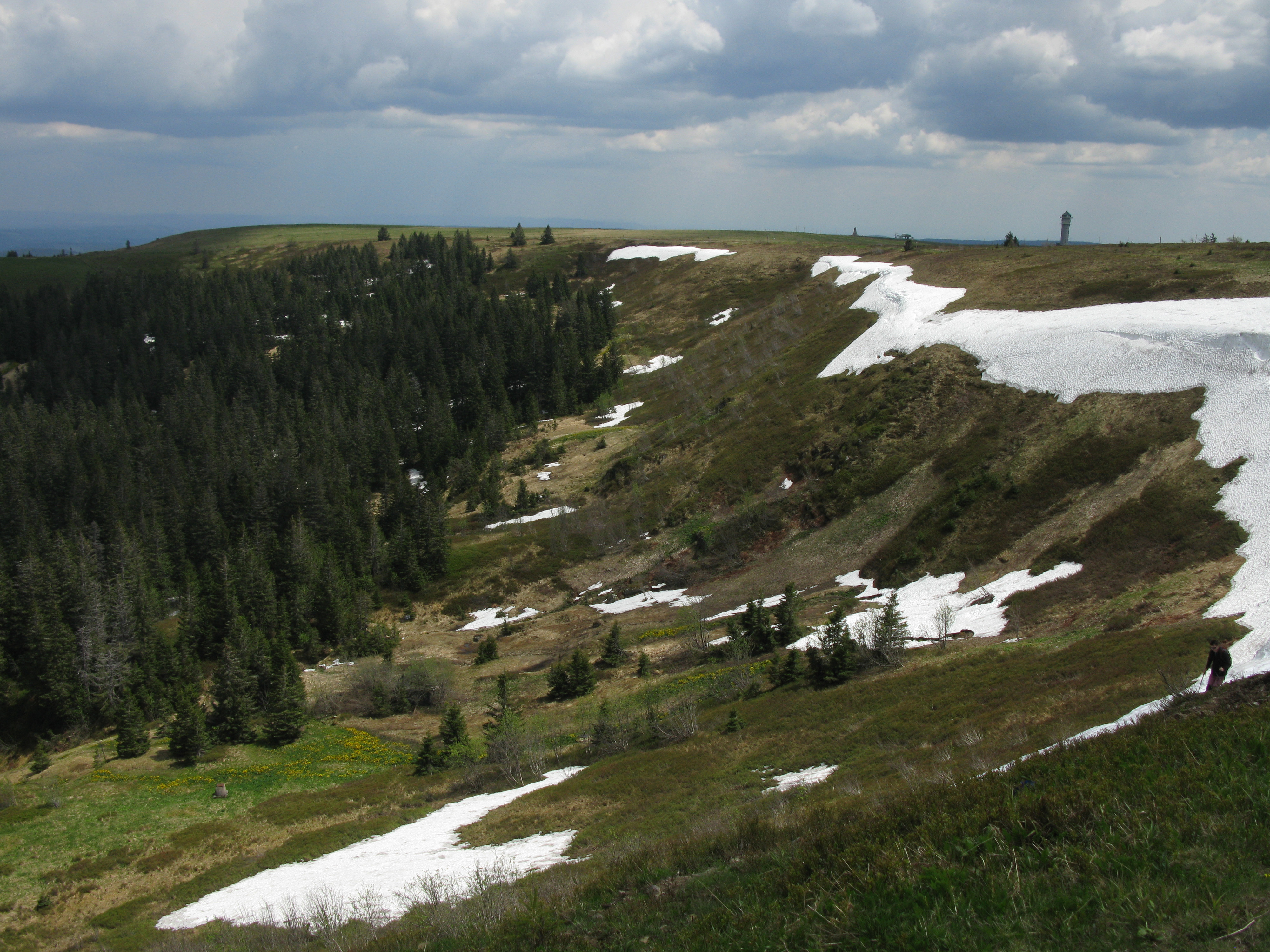
Área erodida no Zastler Loch, no cume Feldberg.

Nivação é um termo guarda-chuva para diferentes processos que ocorrem sob um caminho de neve. Os processos primários são o movimento maciço e o ciclo de congelamento e degelo, nos quais a neve precipitada é compactada formando firn ou nevado. O termo geleira é aplicado apenas quando há um acúmulo de gelo suficiente para que a massa adquira movimento.
A nivação passou a incluir vários subprocessos relacionados aos caminhos de gelo, que podem ser imóveis ou semipermanentes. Esses subprocessos incluem erosão (se presente) ou princípio de erosão, meteorização, e fluxo de água de derretimento abaixo do caminho de gelo.
Partículas meteorizadas são transportadas encosta abaixo por reptação, solifluxão e ravinamento. Com o decorrer do tempo, esses processos podem gerar depressões por nivação, que quando ampliadas, podem originar um circo.